# Episodi di Senza traccia (settima stagione)
La settima e ultima stagione della serie televisiva Senza traccia è composta da 24 episodi ed è stata trasmessa in prima visione negli Stati Uniti da CBS dal 23 settembre 2008 al 12 maggio 2009.
In Italia è stata trasmessa da Rai 2 dal 26 febbraio al 19 maggio 2010.
| nº | Titolo originale                   | Titolo italiano        | Prima TV USA      | Prima TV Italia  |
| -- | ---------------------------------- | ---------------------- | ----------------- | ---------------- |
| 1  | Closure                            | Linzi                  | 23 settembre 2008 | 26 febbraio 2010 |
| 2  | 22 x 42                            | Le referenze           | 30 settembre 2008 | 26 febbraio 2010 |
| 3  | Last Call                          | Ultima chiamata        | 14 ottobre 2008   | 5 marzo 2010     |
| 4  | True/False                         | Vero o falso?          | 21 ottobre 2008   | 5 marzo 2010     |
| 5  | Rise and Fall                      | Merce di scambio       | 28 ottobre 2008   | 12 marzo 2010    |
| 6  | Live to Regret                     | Ricominciare da zero   | 11 novembre 2008  | 12 marzo 2010    |
| 7  | Rewind                             | Vendetta on line       | 18 novembre 2008  | 23 marzo 2010    |
| 8  | Better Angels                      | Angeli custodi         | 25 novembre 2008  | 23 marzo 2010    |
| 9  | Push Comes to Shove                | Ai ferri corti         | 2 dicembre 2008   | 30 marzo 2010    |
| 10 | Cloudy with a Chance of Gettysburg | L'uomo della pioggia   | 16 dicembre 2008  | 30 marzo 2010    |
| 11 | Wanted                             | Famiglie spezzate      | 6 gennaio 2009    | 6 aprile 2010    |
| 12 | Believe Me                         | Credimi                | 13 gennaio 2009   | 6 aprile 2010    |
| 13 | Once Lost                          | Perduta per sempre     | 27 gennaio 2009   | 13 aprile 2010   |
| 14 | Friends and Neighbors              | Amici e vicini         | 3 febbraio 2009   | 13 aprile 2010   |
| 15 | Chameleon                          | Il camaleonte          | 10 febbraio 2009  | 20 aprile 2010   |
| 16 | Skeletons                          | In fuga per amore      | 17 febbraio 2009  | 20 aprile 2010   |
| 17 | Voir Dire                          | Dire la verità         | 17 marzo 2009     | 27 aprile 2010   |
| 18 | Daylight                           | La mano del padre      | 31 marzo 2009     | 27 aprile 2010   |
| 19 | Heartbeats                         | Anime gemelle          | 7 aprile 2009     | 4 maggio 2010    |
| 20 | Hard Landing                       | Conflitti di coscienza | 14 aprile 2009    | 4 maggio 2010    |
| 21 | Labyrinths                         | Molly                  | 28 aprile 2009    | 11 maggio 2010   |
| 22 | Devotion                           | La cerimonia           | 5 maggio 2009     | 11 maggio 2010   |
| 23 | True                               | Primi amori            | 12 maggio 2009    | 19 maggio 2010   |
| 24 | Undertow                           | Tutto torna            | 19 maggio 2009    | 19 maggio 2010   |

## Linzi
- Titolo originale: Closure
- Diretto da: John Polson
- Scritto da: Jan Nash e Bruce Ramussen

### Trama
Il padre di una ragazza scomparsa anni fa, svanisce nel nulla anche lui, e la squadra cerca di collegarla all'altro caso di scomparsa. Intanto Jack si adatta ad un sostituto, Clark Medina.

## Le referenze
- Titolo originale: 22X42
- Diretto da: Greg Walker
- Scritto da: Byron Balasco

### Trama
Una dirigente emergente, è stata rapita dopo aver partecipato ad una festa sul tetto. La squadra senza Jack impara ad adattarsi con il suo nuovo capo.

## Ultima chiamata
- Titolo originale: Last Call
- Diretto da: Karen Gaviola
- Scritto da: David Amann e Byron Balasco

### Trama
Un ex criminale, pronto a testimoniare contro il suo socio scompare dal tribunale e il team cerca di scoprire cosa gli è accaduto.

## Vero o falso?
- Titolo originale: True/False
- Diretto da: Martha Mitchell
- Scritto da: Diego Gutiérrez

### Trama
Il figlio di un agente dei Servizi Segreti scompare misteriosamente, e la squadra invece scopre un segreto devastante che determina una catena mortale in evento.

## Merce di scambio
- Titolo originale: Rise and Fall
- Diretto da: Jonathan Kaplan
- Scritto da: David Amann

### Trama
Martin indaga da solo sulla scomparsa di un avvocato di un sospettato di un duplice omicidio, mentre il resto della squadra, su ordine di Medina indagano su un rapimento di un bambino in un centro commerciale.

## Ricominciare da zero
- Titolo originale: Live to Regret
- Diretto da: John F. Showalter
- Scritto da: Gwendolyn M. Parker

### Trama
Un direttore di banca scompare misteriosamente e la squadra scopre un segreto imbarazzante. Intanto Jack torna a capo della squadra.

## Vendetta on line
- Titolo originale: Rewind
- Diretto da: Karen Gaviola
- Scritto da: Bruce Ramussen

### Trama
La squadra indaga su un paraplegico seriamente ferito in un incidente d'auto, ma scopre una verità scioccante. La squadra si adatta alla normalità dopo il ritorno di Jack come capo.

## Angeli custodi
- Titolo originale: Betten Angels
- Diretto da: Scott White
- Scritto da: Jan Nash e Greg Walker

### Trama
Jack e Sam sono a Los Angeles per indagare sulla scomparsa di un uomo, avvenuto dopo il funerale di un suo dipendente, ma le indagini sono rivelate un mistero. Tra Jack e Sam rinasce qualcosa di diverso.

## Ai ferri corti
- Titolo originale: Push Comes to Shove
- Diretto da: John F. Showalter
- Scritto da: Diego Gutiérrez e Jan Nash

### Trama
Una dottoressa scompare dopo aver trattato uno dei suoi pazienti, e Jack sospetta che qualcosa è collegato alla sua scomparsa.

## L'uomo della pioggia
- Titolo originale: Cloudy with a Chance of Gettysbury
- Diretto da: Scott White
- Scritto da: Gwendolyn M. Parker e Amanda Segel Marks con la collaborazione di David Amann e Jan Nash

### Trama
Un inviato televisivo scompare dopo essere arrivato al lavoro sanguinante, e la squadra cerca di capire cosa è successo.

## Famiglie spezzate
- Titolo originale: Wanted
- Diretto da: Marianne-Jean Baptiste
- Scritto da: Alicia Kirk

### Trama
Un adolescente scompare da casa sua dopo aver parlato con sua madre, la squadra scopre che il ragazzo scopre di avere una vita difficile.

## Credimi
- Titolo originale: Believe Me
- Diretto da: Paul McCrane
- Scritto da: Jan Nash e Bruce Rasmussen

### Trama
La squadra indaga sulla scomparsa di un proprietario di un bar, avvenuto poco dopo la sua statua di grida di Santa Teresa. Intanto la visita di Brian, Sam prende una nuova svolta.

## Perduta per sempre
- Titolo originale: Once Lost
- Diretto da: Martha Mitchell
- Scritto da: Diego Gutiérrez e Roselyn Sanchez con la collaborazione di Diego Gutierrez e Jim Adler

### Trama
Elena è costretta ad affrontare il suo passato, mentre la squadra viene messa alla prova per cercare l'ex compagna di Elena scomparsa mentre era sotto copertura.

## Amici e vicini
- Titolo originale: Friends and Neighbor
- Diretto da: John F. Showalter
- Scritto da: Amanda Segel Marks

### Trama
La squadra indaga sul rapimento dei due vicini, avvenuto nelle loro case. Il caso si trasforma quando Jack scopre l'identità del rapitore.

## Il camaleonte
- Titolo originale: Chamaleon
- Diretto da: Eric Close
- Scritto da: Bryon Balasco

### Trama
Un uomo che finge di essere uno studente universitario scompare misteriosamente, e Jack decifra i suoi segreti per trovarlo.

## In fuga per amore
- Titolo originale: Skeletons
- Diretto da: Nancy Von Doornewaard
- Scritto da: Diego Gutiérrez e Gwendolwn M. Parker con la collaborazione di Diego Gutierrez e Bruce Rasmussen

### Trama
Una donna scompare insieme a suo figlio dalla comunità locale, dopo che un sistema antincendio ha fatto evacuare l'edificio. La squadra cerca di determinare se fosse coinvolta in qualche gioco sporco.

## Dire la verità
- Titolo originale: Voir Dire
- Diretto da: Jonathan Kaplan
- Scritto da: Alicia Kirk

### Trama
Un consulente di prova scompare misteriosamente e la squadra restringe la lista dei sospettati, mentre indaga sulla sua scomparsa. Martin ha un incontro pericoloso nel processo, dove vede la persona scomparsa. Intanto Jack e Sam trattano con Brian, facendo trascorrere del tempo con il bambino.

## La mano del padre
- Titolo originale: Daylights
- Diretto da: Jeff T. Thomas
- Scritto da: Greg Walker e Jan Nash

### Trama
Uno psicologo scompare dopo aver impedito ad una donna di suicidarsi dall'edificio. La squadra crede che qualcosa nella vita del fratello possa essere coinvolto nella scomparsa. Intanto la relazione tra Martin e Kim Marcus prende una piega più strana. Intanto Sam ha un incidente in macchina.

## Anime gemelle
- Titolo originale: Heartbeats
- Diretto da: Martha Mitchell
- Scritto da: Tom Donaghy

### Trama
La lista dei sospetti cresce di più mentre la squadra indaga sulla scomparsa su un sensale russo.

## Conflitti di coscienza
- Titolo originale: Hard Lansing
- Diretto da: Michael Amundson
- Scritto da: David Rapp

### Trama
Il figlio di un miliardario scompare dopo l'atterraggio di un elicottero nel bosco. Intanto Kim Marcus ritorna nella vita di Martin.

## Molly
- Titolo originale: Labyrinths
- Diretto da: Jonathan Kaplan
- Scritto da: Diego Gutiérrez e Gwendolyn M. Parker

### Trama
Una giornalista scompare misteriosamente dalla redazione in cui lavora. La squadra scopre che la giornalista si esibisce nel hardcore in cui sono state pubblicate sulla rivista online.

## La cerimonia
- Titolo originale: Devotion
- Diretto da: John Polson
- Scritto da: Anthony LaPaglia e Ryan Tavlin con la collaborazione di Byron Balasco e Gwendolyn M. Parker

### Trama
Una diciassettenne scompare dopo che il rapitore le ha filmato un video di riscatto e la squadra fa di tutto prima che sia troppo tardi.

## Primi amori
- Titolo originale: True
- Diretto da: Eric Close
- Scritto da: Alicia Kirk e Jan Nash

### Trama
Jack esita ad assegnare la squadra ad un caso di scomparsa di un ragazzo di Chicago, avvenuto durante il suo soggiorno a New York.

## Tutto torna
- Titolo originale: Undertow
- Diretto da: Jeannot Swzarc
- Scritto da: David Amann e Greg Walker

### Trama
Dopo un'immersione a tarda notte, un uomo scompare e Jack cerca di scoprire cosa gli è successo. Intanto Danny e Elena fanno il loro passo verso l'altare.